# 柳井久代
柳井 久代（やない ひさよ、1980年2月29日 - ）は、日本の女性声優。群馬県出身。青二プロダクション所属。

## 来歴
1998年、青二塾東京校19期生入塾。翌年に卒業する。
2004年稼動のアーケードゲーム『オシャレ魔女♥ラブandベリー』で今野宏美と共に名を知られるようになる。

## 人物
音域はE - E 2オクターブ。
趣味は映画鑑賞、韓国語、香水。
実家は映画や舞台などの芸事に興味がなく、父がスポーツマンで、体育会系だった。弟が2人いる。

## 出演
太字はメインキャラクター。

### テレビアニメ
2002年
- アクエリアンエイジ（女の子）
- 爆転シュート ベイブレード2002（ゼオ）
- ベイベーばあちゃん（無道寺伊織）

2004年
- ビューティフル ジョー（レディ）

2006年
- 出ましたっ!パワパフガールズZ（風船の子供、機械音声、子供）
- ちびまる子ちゃん（おばあさん、他）
- ONE PIECE （女性）

2007年
- MOONLIGHT MILE 1stシーズン -Lift off-（ボーシャ・ロジンスキー）
- MOONLIGHT MILE 2ndシーズン -Touch down-（ボーシャ・ロジンスキー）

2008年
- ポルフィの長い旅（ジーナ）

2015年
- オレカバトル（フルド）

2024年
- ひみつのアイプリ（ベリー）

### 劇場アニメ
2005年
- 劇場版 AIR（子供）
- 機動戦士Ζガンダム A New Translation -星を継ぐ者-（レツ・コバヤシ）

2006年
- 機動戦士ΖガンダムIII A New Translation -星の鼓動は愛-（レツ・コバヤシ）

2007年
- オシャレ魔女♥ラブandベリー しあわせのまほう（ベリー）

2009年
- 仏陀再誕－The REBIRTH of BUDDHA（かおり）

### OVA
- 機動戦士ガンダムSEED C.E.73 STARGAZER（2006年、ラジオの声）

### Webアニメ
- 幕末機関説 いろはにほへと（2006年、芸妓、兄、女）

### ゲーム
2001年
- 爆転シュート ベイブレード（ケイン山下）

2004年
- オシャレ魔女♥ラブandベリー（ベリー）

2005年
- シャイニング・フォース ネオ（チェリオ、カイン〈子供〉）
- 信長の野望・革新（女性武将）

2006年
- 天下人（毛利輝元）
- レッスルエンジェルス サバイバー（ジョディ・ビートン、イザベラ・スミス、ミレーヌ・シウバ）
- ロックマンゼクス（ハリケンヌ・ザ・ウルバロイド、ウイエ）

2007年
- War Rock（女性兵士）
- 株トレーダー瞬（相場瞬）
- シャイニング・フォース イクサ（ギルナ）
- BLADESTORM 百年戦争（マリー）

2008年
- レッスルエンジェルス サバイバー2（ジョディ・ビートン、イザベラ・スミス、ミレーヌ・シウバ）

2009年
- Another Time Another Leaf 鏡の中の探偵（孫静初）
- ルーンファクトリー3（マージョリー）

2010年
- 銀河鉄道999DS（エメラルダス）

2015年
- MÚSECA（HARUKA）

2016年
- MÚSECA 1+1/2（HARUKA、マデレイン）

### ドラマCD
- グラニュ・レイテッドハピネス（2001年、カンナギ〈ビデオ屋のカップル女・駐車場の女〉）
- 紳士同盟†（2004年、乙宮草芽）
- テイルズ オブ シンフォニア〜a long time ago〜（2004年、リーガル〈子供時代〉）
- ZX GIGAMIX（2008年、ウイエ、女性アナウンサー）

### ナレーション
- GoodSound!!Cafe〜グッサン・カフェ
- ZIP!（笑いの単語チョウ）
- スッキリ!!
- とびっきり!
- 鳥越俊太郎 医療の現場!
- ランキングパラダイス（オリコンスタイル無料動画）